# 赫朗格尼爾
赫朗格尼爾 (Hrungnir)，名字為古北歐語的「角鬥士」，是北歐神話中的約頓族，赫朗格尼爾的身體是由石頭組成的，在一次對決中被索爾所殺。

## 傳說事蹟
赫朗格尼爾擁有一匹神馬古爾法克西（意思為金鬃），當他見到奧丁騎著八足神馬斯萊布尼爾越過天空時，忍不住叫住奧丁要求和他比賽賽馬。這場比賽是奧丁小勝，但阿薩神族仍然請他進阿斯嘉特喝酒。赫朗格尼爾喝到酒醉，開始口出狂言污辱諸神，諸神氣不過便找來索爾向他挑戰，兩人約定在阿斯嘉特和約頓海姆的交界決鬥。
約頓海姆的眾巨人擔心最強的赫朗格尼爾如果敗給了索爾，會給巨人國度帶來危機，於是用泥土做了一個魁武的假巨人，但是臨時找不到夠大的心臟，只好在假巨人體內放入母馬的心臟。決戰日，索爾帶著侍從希亞費來到約定地點，赫朗格尼爾也帶著假巨人一同應戰（另一個說法是只有假巨人代替赫朗格尼爾應戰）。希亞費騙赫朗格尼爾說主人索爾最擅長地面攻擊，赫朗格尼爾於是把盾扣在地面，自己站在盾上。但索爾拿起雷神之鎚從空中揮過去，赫朗格尼爾只能拿起手中的燧石格檔，雷神之鎚把燧石擊個粉碎後再擊中赫朗格尼爾的頭而殺死了他。至於那泥土做的假巨人，因為裝有母馬的心臟，聽到雷鳴大作只嚇得一點作用也沒有。
赫朗格尼爾倒下後，龐大的身軀壓在索爾身上，諸神中沒有人可以搬得動，這時索爾之子，才出生三天的曼尼前來，輕鬆的就舉起巨人的大腿，救出了父親。因此索爾就把古爾法克西馬送給了曼尼。此舉讓奧丁很不高興。另外，當燧石棒粉碎時，一些碎片嵌進索爾的頭裡，讓索爾頭痛萬分，後來女先知格蘿亞（Groa）利用咒語幫索爾移除碎片，但因中途聽到索爾聊起自己失蹤已久的丈夫，興奮之餘忘記後面的咒文，所以碎片沒有全部移除。